# 1887
1887 (MDCCCLXXXVII) fue un año común comenzado en sábado según el calendario gregoriano

## Acontecimientos

### Enero
- 7 de enero: en Colombia, Eliseo Payán asume la presidencia.
- 28 de enero: en París (Francia) comienza la construcción de la Torre Eiffel.

### Febrero
- 2 de febrero: en Punxsutawney (Estados Unidos) se celebra por primera vez el Día de la Marmota.
- 5 de febrero: 
  - En Chile se firma la ley que habilita a las mujeres a obtener grados universitarios.
  - En Milán (Italia) se estrena la ópera Otello de Giuseppe Verdi
- 6 de febrero: en Costa Rica, un decreto del presidente Bernardo Soto Alfaro crea el Liceo de Costa Rica, por iniciativa del licenciado Mauro Fernández Acuña.
- 23 de febrero: entre Cannes (Francia) y la ciudad italiana de Spezia (Italia) se registra un terremoto de 6,9 que produce graves daños materiales y entre 600 y 3.000 muertos.

### Marzo
- 4 de marzo: Gottlieb Daimler presenta su primer automóvil.
- 22 de marzo: en Colombia se funda el periódico El Espectador, el más antiguo del país.

### Mayo
- 3 de mayo: un terremoto de 7,6 sacude el noroeste de México dejando un saldo de 51 muertos.

### Junio
- 3 de junio: en Argentina se funda el primer club de fútbol de América: Club de Gimnasia y Esgrima La Plata.
- 8 de junio: en Kazajistán se registra un destructivo terremoto de 7,8 que deja un saldo de 330 muertos.
- 4 de junio: tras la destitución de Eliseo Payán, Rafael Núñez asume la presidencia de Colombia por tercera vez.
- 21 de junio: en Inglaterra se celebra el Jubileo de oro de la reina Victoria.
- 26 de junio: en la región del Castillo de Kilkenny (sureste de Irlanda) se registra el récord histórico de temperatura de ese país: 33,3 °C (92 °F).

### Julio
- 26 de julio: el sabio lingüista polaco Ludwig Lazarus Zamenhof (1859-1917) da a conocer el esperanto, creado por él mismo durante años.

### Agosto
- 25 de agosto: en Huaraz (Perú) es envenenado el líder revolucionario Pedro Pablo Atusparia.

### Septiembre
- 28 de septiembre: comienza la inundación del río Amarillo, que —sumada a la pandemia posterior y a la falta de víveres y agua potable—, totalizará unos 2 millones de víctimas.

### Octubre
- 1 de octubre: el Imperio británico ocupa la región del Beluchistán.

### Noviembre
- 11 de noviembre: 
  - En Chicago (Estados Unidos) el Gobierno perpetra el Crimen de Chicago (ejecuta a 4 obreros anarquistas que luchaban por la jornada de 8 horas.)
  - Se estrena oficialmente el Himno nacional de Colombia.
- 20 de noviembre: se funda el Partido  Demócrata (Chile)

27 de noviembre: en Argentina se funda el Quilmes Atlético Club de fútbol.

### Fechas desconocidas
- Yemen-Adén se convierte en protectorado británico.
- En Vietnam se crea la Unión Indochina.
- Japón se anexa la isla de Iwo Jima.
- En Londres se convoca una conferencia imperial.
- Melvil Dewey funda la primera escuela de bibliotecología.
- En Indianápolis (Estados Unidos) se realizan los Juegos Panamericanos.

## Arte y literatura
- Paul Gauguin: Paisaje de Martinica.
- Benito Pérez Galdós: Fortunata y Jacinta.
- Conrad Ferdinand Meyer: La tentación de Pescara.
- Valentín Lamas Carvajal: Gallegada.
- Oscar Wilde: El fantasma de Canterville.
- Arthur Conan Doyle: Sherlock Holmes.

## Música
- Claude Debussy: La primavera.
- Oreste Síndici: Himno nacional de Colombia.
- Giuseppe Verdi: Otelo (ópera).
- Rimski-Kórsakov: Capricho español.

## Ciencia y tecnología
- Max Planck publica El principio de la conservación de la energía.
- En Estados Unidos, el inventor George Westinghouse (1846-1914) crea el transformador.
- Emile Berliner patenta el gramófono.
- Richard Dedekind publica Teoría de los números irracionales.
- El filósofo alemán Nietzsche publica Sobre la genealogía de la moral.
- El físico alemán Heinrich Hertz descubre el efecto fotoeléctrico.

## Nacimientos

### Enero
- 1 de enero: Wilhelm Canaris, militar alemán (f. 1945).
- 3 de enero: August Macke, pintor alemán (f. 1914).
- 10 de enero: Santiago Antúnez de Mayolo, ingeniero, físico y matemático peruano (f. 1967).
- 21 de enero: Wolfgang Köhler, psicólogo estadounidense de origen estonio (f. 1967).
- 27 de enero: Francesco Merli, tenor italiano (f. 1976).
- 28 de enero: Arthur Rubinstein, pianista estadounidense de origen polaco (f. 1982).

### Febrero
- 7 de febrero: Néstor Martín-Fernández de la Torre, pintor español (f. 1938).
- 25 de febrero: José Razzano, cantor criollo rioplatense (f.1960).

### Marzo
- 21 de marzo: M. N. Roy, revolucionario, activista y teórico bengalí (f. 1956).
- 22 de marzo: Chico Marx, actor y cómico estadounidense (f. 1961).
- 23 de marzo: Juan Gris, pintor cubista español (f. 1927).

### Abril
- 9 de abril: 
  - Florence  Price, compositora clásica, pianista, organista y profesora de música estadounidense (f. 1953)
  - Xul Solar, pintor argentino (f. 1963).
- 10 de abril: Bernardo Houssay, fisiólogo argentino, premio Nobel (f. 1971).

### Mayo
- 11 de mayo: Paul Wittgenstein, pianista austriaco (f. 1961).
- 19 de mayo: Gregorio Marañón, médico y ensayista español (f. 1960).
- 21 de mayo: Secundino Zuazo, arquitecto y urbanista español (f. 1970).
- 25 de mayo: Pío de Pietrelcina, sacerdote y santo italiano (f. 1968).
- 27 de mayo: Kasimir Fajans, químico y físico estadounidense de origen polaco (f. 1975).
- 30 de mayo: Alexander Archipenko, pintor y escultor estadounidense de origen ruso (f. 1964).

### Junio
- 4 de junio: Ray Strachey, ensayista, biógrafa y sufragista británica (f. 1940).
- 19 de junio: Moe Howard, actor estadounidense (f. 1975).
- 27 de junio: Alfonso Guillén Zelaya, periodista, escritor y poeta hondureño (f. 1947).

### Julio
- 8 de julio: Luis Linares Becerra, dramaturgo y periodista español (f. 1931).
- 9 de julio: Saturnino Herrán, pintor mexicano (f. 1918).
- 21 de julio: Luis Antonio Eguiguren Escudero, historiador, jurista y político peruano (f. 1967).
- 22 de julio: 
  - Gustav Hertz, físico alemán, Premio Nobel de Física en 1925 (f. 1975).
  - Manuel Bastos Ansart, médico y científico español (f. 1973).
- 28 de julio: Marcel Duchamp, pintor y escultor francés (f. 1968).

### Agosto
- 12 de agosto: Erwin Schrödinger, físico austriaco, Premio Nobel de Física en 1933 (f. 1961).
- 31 de agosto: Leandra Becerra Lumbreras, La mujer más longeva de México, Latinoamérica y posiblemente del mundo (f. 2015).
- 31 de agosto: Zenobia Camprubí, escritora, traductora y lingüista española (f. 1956).

### Septiembre
- 1 de septiembre: Blaise Cendrars, escritor francés de origen suizo (f. 1961).
- 10 de septiembre: Giovanni Gronchi, político y presidente italiano (1955-1962) (f. 1978).
- 13 de septiembre: Leopold Ružička, químico suizo, Premio Nobel de Química en 1939 (f. 1976).
- 16 de septiembre: Nadia Boulanger, compositora, pianista, organista, directora de orquesta, intelectual y profesora francesa (f. 1979).
- 25 de septiembre: Jerónimo Méndez, médico y político chileno (f. 1959).

### Octubre
- 4 de octubre: Charles Francis Buddy, obispo católico estadounidense (f. 1966)
- 6 de octubre: 
  - Charles Édouard Jeanneret-Gris, "Le Corbusier", arquitecto y pintor francés de origen suizo (f. 1965).
  - Martín Luis Guzmán, periodista y escritor mexicano (f. 1976).
- 24 de octubre: Victoria Eugenia de Battenberg, reina consorte española (f. 1969).
- 31 de octubre: Chiang Kai-shek, militar y político chino (f. 1975).

### Noviembre
- 4 de noviembre: Carlos María Princivalle, escritor, dramaturgo y periodista uruguayo (f. 1959).
- 10 de noviembre: Arnold Zweig, escritor alemán (f. 1968).
- 15 de noviembre: Georgia O'Keeffe, pintora estadounidense (f. 1986).
- 23 de noviembre: Henry Moseley, físico y químico inglés (f. 1915).

### Diciembre
- 8 de diciembre: Vicente Emilio Sojo, musicologo venezolano (f. 1974).
- 11 de diciembre: Carlos Gardel, cantante y compositor de tangos argentino (f. 1935).[1]
- 22 de diciembre: Srinivasa Ramanuyán, matemático indio (f. 1920).
- 23 de diciembre: Victorio Macho, escultor español (f. 1966).

## Fallecimientos

### Febrero
- 15 de febrero: Marcos Sastre, escritor argentino de origen uruguayo (n. 1809).
- 27 de febrero: Alexander Borodin, compositor (n. 1833).

### Abril
- 18 de abril: Ignacy Gurowski, aristócrata polaco (n. 1812).

### Mayo
- 8 de mayo: Lorenzo Batlle, presidente uruguayo (n. 1810).
- Manuel Herrera, militar venezolano (n. 1830).

### Agosto
- 8 de agosto: Álvaro Dávila y Pérez, aristócrata español (n. 1832).
- 20 de agosto: Jules Laforgue, crítico y poeta simbolista francés (n. 1860).
- 25 de agosto: Pedro Pablo Atusparia, líder campesino indigenista peruano (n. 1840).

### Octubre
- 11 de octubre: Soledad Torres Acosta, religiosa española (n. 1826).
- 17 de octubre: Gustav Kirchhoff, físico alemán (n. 1824).